# Merryville
La ville de Merryville est située dans la paroisse de Beauregard, dans l’État de Louisiane, aux États-Unis. Sa population s’élevait à 1 103 habitants lors du recensement de 2010, estimée à 1 130 habitants en 2016.

## Source
- (en) Cet article est partiellement ou en totalité issu de l’article de Wikipédia en anglais intitulé « Merryville, Louisiana » (voir la liste des auteurs).